# サマーシリーズ
サマーシリーズとは日本中央競馬会が、夏季競馬開催を盛り上げるために2006年より行う距離別のシリーズの総称である。競走馬に対するサマースプリントシリーズとサマー2000シリーズとサマーマイルシリーズ（2012年開始）および騎手に対するサマージョッキーズシリーズ（2007年開始）からなり、それぞれのシリーズのチャンピオンには褒賞金が与えられる。
中央競馬における「夏季開催」の扱いは6月第1週-9月第1週（年によっては8月最終週）となっているが、サマーシリーズは6月中旬-「秋季開催」の始まる9月中旬の3か月をかけて争われる。

## 歴史
- 2006年 - サマースプリントシリーズ及びサマー2000シリーズ創設。
- 2007年 - サマージョッキーズシリーズ創設。
- 2009年 - カノヤザクラがサマースプリントシリーズを史上初の連覇。
- 2010年 - サマージョッキーズシリーズについてのみサマースプリントシリーズ及びサマー2000シリーズ対象外の重賞（障害競走であるJ・GIIIは除く）もポイント対象となるよう変更。
- 2012年 - サマーマイルシリーズ創設。また、中京競馬場リニューアルオープンなどによる番組変更により2000を除くシリーズで対象レースに変更が発生。新設されたサマーマイルシリーズでは、全部門通じて初の優勝該当なしになった。
- 2014年 - サマージョッキーズシリーズ対象競走がサマースプリントシリーズ、サマーマイルシリーズ及びサマー2000シリーズの競走のみとなる。
- 2015年 - これまで同点の場合は、着順などを考慮し優勝を決定していたが、同年より同点ならば両馬もしくは両騎手が優勝となるルールに変更。実際に、サマーマイルシリーズで全部門通じて初の2頭同時優勝となった。
- 2016年 - ベルカントが史上2頭目となる、サマースプリントシリーズ連覇。一方、サマーマイルシリーズでは2度目となる優勝該当なしになった。
- 2018年 - サマーマイルシリーズでは3度目となる優勝該当なしになった。このサマーマイルシリーズと、サマージョッキーズシリーズにおいては、最高ポイントだった馬（ワントゥワン）および騎手（ミルコ・デムーロ）に対象となる重賞勝ちがない（最高で2着止まりの）ため、シリーズ優勝とはならない珍事が発生した。
- 2019年 - サマー2000シリーズでは初となる優勝該当なしになった。また、サマーマイルシリーズでも2年連続4度目の優勝該当なしになった。
- 2020年 - 米子ステークスがサマーマイルシリーズの対象競走となり、シリーズ初のリステッド競走が指定レースとなる。
- 2022年 - サマー2000シリーズでは2度目の優勝該当なしになった。
- 2023年 - サマー2000シリーズでは2年連続3度目の優勝該当なしになった。サマーマイルシリーズでは、メイショウシンタケがシリーズ史上初の重賞未勝利での優勝という珍事が発生した（後述する2025年以降はリステッド競走の対象レースが無くなるため、事実上唯一のケース）。
- 2024年 - 松山弘平がサマージョッキーズシリーズを史上初の連覇。一方、サマー2000シリーズでは3年連続4度目の優勝該当なしになった。
- 2025年 - サマーマイルシリーズ対象競走の米子ステークスが重賞に格上げ。名称をしらさぎステークスに変更しGIIIに格付け。

## シリーズの概況
新潟競馬場のみ、競走馬を対象とした3つのシリーズの競走すべてを行っている。また、サマースプリントシリーズおよびサマー2000シリーズにはGII競走が1つずつ含まれている。

### サマースプリントシリーズ
このシリーズは特に芝のスプリンターの素質をもつ競走馬を対象にし、以下に示す6つの短距離重賞競走において出走した競走馬の成績をポイント化。最終的にポイントを多く獲得した総合優勝馬に5000万円（馬主に4000万円、厩舎関係者に1000万円）の報奨金を贈呈するというものである。
|       | 競走名                   | 格付 | 施行競馬場 | 施行コース    | 備考 |
| ----- | ------------------------ | ---- | ---------- | ------------- | --- |
| 第1戦 | 函館スプリントステークス | GIII | 函館競馬場 | 芝1200m       | 2009年は函館競馬場のスタンド改築工事のため札幌競馬場で代替開催。 2021年は東京オリンピックの男女マラソン及び競歩が札幌市で開催されることに伴う開催日程の調整により札幌競馬場で代替開催。 2025年からは施行日を宝塚記念前日の土曜日に変更（これによりサマースプリントシリーズ初の土曜日による実施となる）。                      |
| 第2戦 | 北九州記念               | GIII | 小倉競馬場 | 芝1200m       | 2024年は阪神競馬場改修工事に伴う開催日程の調整により第2戦で開催。 2025年からは第2戦に施行される。 |
| 第3戦 | アイビスサマーダッシュ   | GIII | 新潟競馬場 | 芝・直線1000m | シリーズ唯一の直線コース。 |
| 第4戦 | CBC賞                    | GIII | 中京競馬場 | 芝1200m       | 2012年から（施行時期の移動）。 シリーズ唯一の左回りコース。 2020年は京都競馬場の改修工事に伴う開催日程の調整により阪神競馬場で代替開催。 2021年・2022年は京都競馬場改修工事に伴う開催日程の調整により小倉競馬場で代替開催。 2024年は阪神競馬場改修工事に伴う開催日程の調整により第4戦で開催。 2025年からは第4戦に施行される。 |
| 第5戦 | キーンランドカップ       | GIII | 札幌競馬場 | 芝1200m       | 2013年は札幌競馬場のスタンド改築工事のため函館競馬場で代替開催。 |
| 第6戦 | セントウルステークス     | GII  | 阪神競馬場 | 芝1200m       | 2006年は阪神競馬場の馬場改修工事のため中京競馬場で代替開催。 2010年までグローバル・スプリント・チャレンジ対象競走でもあった。 2020年・2021年・2022年は京都競馬場の改修工事に伴う開催日程の調整により中京競馬場で代替開催。 2024年は阪神競馬場の改修工事に伴う開催日程の調整により中京競馬場で代替開催。                       |

### サマー2000シリーズ
このシリーズは特に芝2000mに適性を持つ競走馬を対象にし、以下に示す5つの重賞競走において出走した競走馬の成績をポイント化。最終的にポイントを多く獲得した総合優勝馬に5000万円の報奨金を贈呈するというものである。
|       | 競走名   | 格付 | 施行競馬場 | 施行コース  | 備考 |
| ----- | -------- | ---- | ---------- | ----------- | --- |
| 第1戦 | 函館記念 | GIII | 函館競馬場 | 芝2000m     | 2009年は函館競馬場の改修工事のため札幌競馬場で代替開催。 2025年からは施行時期が6月に変更され、第1戦に施行される。                    |
| 第2戦 | 七夕賞   | GIII | 福島競馬場 | 芝2000m     | 2011年は東日本大震災による福島競馬場開催中止のため中山競馬場で代替開催。 2025年からは第2戦に施行される。                             |
| 第3戦 | 小倉記念 | GIII | 小倉競馬場 | 芝2000m     | 2024年は阪神競馬場の改修工事に伴う開催日程の調整により中京競馬場で代替開催。 2025年からは開催時期を7月中旬に変更される。             |
| 第4戦 | 札幌記念 | GII  | 札幌競馬場 | 芝2000m     | シリーズ唯一の定量戦。 2007年は馬インフルエンザに伴い新潟記念の翌週に順延。 2013年は札幌競馬場の改修工事のため函館競馬場で代替開催。 |
| 第5戦 | 新潟記念 | GIII | 新潟競馬場 | 芝・外2000m | シリーズ唯一の左回りコース。 2025年より負担重量をハンデキャップからグレード別定に変更予定。                                          |

### サマーマイルシリーズ
このシリーズは特に芝1600m（マイル路線）に適性を持つ競走馬を対象にし、以下に示す4つの重賞競走において出走した競走馬の成績をポイント化。最終的にポイントを多く獲得した総合優勝馬に3000万円の報奨金を贈呈するというものである。
|       | 競走名                       | 格付 | 施行競馬場 | 施行コース  | 備考 |
| ----- | ---------------------------- | ---- | ---------- | ----------- | --- |
| 第1戦 | しらさぎステークス           | GIII | 阪神競馬場 | 芝・外1600m | 2020年から。 2024年までは米子ステークスの名称でシリーズ唯一のリステッド競走として施行。 2024年は阪神競馬場の改修工事に伴う開催日程の調整により京都競馬場で代替開催。 2025年から重賞に昇格し、名称をしらさぎステークスに、施行日も日曜日にそれぞれ変更。 |
| 第2戦 | 関屋記念                     | GIII | 新潟競馬場 | 芝・外1600m | 2011年まではサマージョッキーズシリーズのみ対象。 2025年からは負担重量をグレード別定からハンデキャップに変更され、施行時期を7月に変更すると共にシリーズの順番も第2戦に施行される。 |
| 第3戦 | 中京記念                     | GIII | 中京競馬場 | 芝1600m     | 2012年より芝1600m競走となる(2011年までは2000m)。 2020年は京都競馬場の改修工事に伴う開催日程の調整により阪神競馬場で代替開催。 2021年・2022年は京都競馬場の改修工事に伴う開催日程の調整により小倉競馬場芝1800mで代替開催。 2024年は阪神競馬場の改修工事に伴う開催日程の調整により小倉競馬場芝1800mで代替開催。 2025年からは負担重量をハンデキャップからグレード別定に変更され、施行時期を8月に変更すると共にシリーズの順番も第3戦に施行される。 |
| 第4戦 | 京成杯オータムハンデキャップ | GIII | 中山競馬場 | 芝・外1600m | 2011年まではサマージョッキーズシリーズのみ対象。 2014年は中山競馬場の検量室を含む改修工事のため新潟競馬場で代替開催。 2025年からは施行日を唯一の土曜日に変更予定。 |

### サマージョッキーズシリーズ
このシリーズはサマーシリーズ期間中の重賞競走において、騎手が騎乗した競走馬の成績に応じてポイント化。最終的にポイントを多く獲得した総合優勝騎手に100万円の報奨金と副賞品を贈呈する。
2014年までは副賞品に代わり、当時12月に阪神競馬場（2010年から西暦偶数年は11月に東京競馬場で開催）で行われる「ワールドスーパージョッキーズシリーズ」への優先出場権が与えられるというものであった（なお万が一、得点が同点だった場合には1着の回数によって決定。それでも同点の場合にはその2人の騎手がそのままWSJSに進出する）。2015年からは「ワールドスーパージョッキーズシリーズ」自体が、サマーシリーズと同じ夏開催の「ワールドオールスタージョッキーズ」に変更され、優先出場権は日本ダービー優勝騎手および前年度MVJ受賞騎手に変更となった。
2010年-2013年はサマースプリントシリーズ・サマー2000シリーズ・サマーマイルシリーズの当該レース以外に、夏競馬で行われる下記重賞競走も対象に加わっていた。
- 2011年までは、当時夏競馬[注 1]で行われていた朝日チャレンジカップ（現：チャレンジカップ、阪神競馬場）も対象競走であった[注 2]（2012年より施行時期を12月に変更したため）。
- また2012年のみ、マーメイドステークス（阪神競馬場）も対象競走であった[注 3]（2013年より施行時期を6月上旬[注 4]に変更したため）。

2014年からはサマージョッキーズシリーズ対象競走がサマースプリントシリーズ、サマーマイルシリーズ及びサマー2000シリーズの競走のみとなる（実質2009年までのルールに戻る形となる）。
以下は2013年の上記以外の対象競走である。
| 競走名               | 格付 | 施行競馬場 | 施行コース  | 備考                                                                                                  |
| -------------------- | ---- | ---------- | ----------- | --- |
| ユニコーンステークス | GIII | 東京競馬場 | ダート1600m | 2013年のみ（施行時期の移動）。                                                                        |
| 宝塚記念             | GI   | 阪神競馬場 | 芝2200m     | 2012年から。                                                                                          |
| ラジオNIKKEI賞       | GIII | 福島競馬場 | 芝1800m     | 2011年は東日本大震災による福島競馬場開催中止のため中山競馬場で代替開催。                              |
| プロキオンステークス | GIII | 中京競馬場 | ダート1400m | 2010年までは阪神競馬場で開催。 2011年は中京競馬場の改修工事による日程変更のため京都競馬場で代替開催。 |
| 函館2歳ステークス    | GIII | 函館競馬場 | 芝1200m     | |
| クイーンステークス   | GIII | 札幌競馬場 | 芝1800m     | 2013年は札幌競馬場の改修工事のため函館競馬場で代替開催。                                              |
| レパードステークス   | GIII | 新潟競馬場 | ダート1800m | 2010年まで格付けなし。                                                                                |
| エルムステークス     | GIII | 札幌競馬場 | ダート1700m | 2012年から（施行時期の移動）。 2013年は札幌競馬場の改修工事のため函館競馬場で代替開催。               |
| 新潟2歳ステークス    | GIII | 新潟競馬場 | 芝・外1600m | |
| 札幌2歳ステークス    | GIII | 札幌競馬場 | 芝1800m     | 2012年から（施行時期の移動）。 2013年は札幌競馬場の改修工事のため函館競馬場で代替開催。               |
| 小倉2歳ステークス    | GIII | 小倉競馬場 | 芝1200m     | |

## ポイントの付け方
各シリーズとも、対象レースにおいて以下のようなポイントを与える。なお、着順のない場合（出走取消、競走除外）については一律に1点を与えることとする。ただし、競走中止と騎手の責任による失格等の場合はポイントを与えない。また2015年より、サマージョッキーズシリーズに限り、降着の有無に関係なく、当該レースで騎乗停止以上の制裁があった場合にはポイントを与えない。実例として、2024年7月28日に行われたアイビスサマーダッシュ（GIII）で、松岡正海騎手が騎乗したウイングレイテストが2着に入ったものの、ムチの使用法（過剰使用）における制裁で2024年8月10日(開催日1日)の騎乗停止処分となった。これにより、馬（ウイングレイテスト）に対してはサマースプリントシリーズでGIII2着のため5点追加、騎手（松岡）に対してはサマージョッキーズシリーズでポイント無しとなった。
2012年・2013年はGIの宝塚記念もサマージョッキーズシリーズの対象であったため、GIでのポイントが設定されていたが、2014年からは対象レースは再度GII・GIIIのみとなる。2010年のみ、当時重賞格付けがなかったレパードステークスは、GIIIと同ポイントとする措置をとった。2020年 - 2024年は、リステッド競走の米子ステークスが対象レースだったため、新たにリステッド競走用のポイントが追加された。2025年から「しらさぎステークス」への競走名変更およびGIII格上げに伴い、対象レースは再度GII・GIIIのみとなる。
| 着順                               | GI   | GII  | GIII 格付けなし重賞 | リステッド競走 |
| ---------------------------------- | ---- | ---- | ------------------- | -------------- |
| 1着                                | 15点 | 12点 | 10点                | 8点            |
| 2着                                | 7点  | 6点  | 5点                 | 4点            |
| 3着                                | 6点  | 5点  | 4点                 | 3点            |
| 4着                                | 5点  | 4点  | 3点                 | 2点            |
| 5着                                | 4点  | 3点  | 2点                 | 1点            |
| 6着以下                            | 1点  | 1点  | 1点                 | 1点            |
| 出走取消 競走除外                  | 1点  | 1点  | 1点                 | 1点            |
| 競走中止 失格 騎乗停止（騎手のみ） | 0点  | 0点  | 0点                 | 0点            |

このポイントの合計得点が13点以上(マイルのみ12点以上)でなおかつ対象レースで最低1勝以上を挙げた競走馬および騎手のうち、最もポイントを多く獲得した競走馬および騎手が総合優勝となる。2020年から2024年においては、リステッド競走1勝のみの競走馬および騎手も対象となるため、サマーマイルシリーズおよびサマージョッキーズシリーズにおいては、米子ステークスを勝利すれば、重賞未勝利であっても総合優勝できる可能性が発生することになった。実際に前述のとおり、2023年のサマーマイルシリーズで重賞未勝利での総合優勝が現実となった。
競走馬の場合、2014年まで同点馬が複数いる場合は着順の上位を多く記録した競走馬を上位の扱いとし、ただしそれでも同じ場合は同点優勝となり、報奨金は等分される。2015年からは同点馬が複数いる場合はどちらも優勝とするように変更された。得点状況によっては優勝馬なしという結果も有り得る。
騎手の場合は、2014年までは以下の順番で優勝騎手を決定していた。こちらも2015年からは同点の騎手が複数いる場合はどちらも優勝とするように変更された。
- サマーシリーズポイント最上位
- 同点騎手が複数いる場合は着順の上位を多く記録した騎手を上位
- それでも同じ場合はサマーシリーズの開幕日（函館スプリントステークス）から最終日（セントウルステークス）までの中央競馬における勝利数の多い騎手が上位
- それでも同数の場合は2着以下のそれぞれの着順回数のうち上位の着順を得た回数の多い騎手を上位

## 歴代チャンピオン
チャンピオン馬・騎手の横に括弧書きの数字が記載されている場合は、チャンピオンとなった通算回数を示している。

### サマースプリントシリーズ

#### 2006年から2011年まで
| 実施年 | チャンピオン馬     | 獲得ポイント | 函館SS             | アイビスSD         | 北九州記念        | キーンランドC      | セントウルS        |
| ------ | ------------------ | ------------ | ------------------ | ------------------ | ----------------- | ------------------ | ------------------ |
| 2006年 | シーイズトウショウ | 22ポイント   | 2着 （5ポイント）  | 不出走             | 不出走            | 2着 （5ポイント）  | 1着 （12ポイント） |
| 2007年 | サンアディユ       | 23ポイント   | 不出走             | 1着 （10ポイント） | 7着 （1ポイント） | 不出走             | 1着 （12ポイント） |
| 2008年 | カノヤザクラ       | 22ポイント   | 不出走             | 1着 （10ポイント） | 不出走            | 不出走             | 1着 （12ポイント） |
| 2009年 | カノヤザクラ(2)    | 18ポイント   | 不出走             | 1着 （10ポイント） | 3着 （4ポイント） | 不出走             | 4着 （4ポイント）  |
| 2010年 | ワンカラット       | 20ポイント   | 1着 （10ポイント） | 不出走             | 不出走            | 1着 （10ポイント） | 不出走             |
| 2011年 | エーシンヴァーゴウ | 26ポイント   | 不出走             | 1着 （10ポイント） | 3着 （4ポイント） | 不出走             | 1着 （12ポイント） |

#### 2012年から2023年まで
| 実施年 | チャンピオン馬     | 獲得ポイント | 函館SS             | CBC賞              | アイビスSD         | 北九州記念         | キーンランドC      | セントウルS        |
| ------ | ------------------ | ------------ | ------------------ | ------------------ | ------------------ | ------------------ | ------------------ | ------------------ |
| 2012年 | パドトロワ         | 23ポイント   | 4着 （3ポイント）  | 不出走             | 1着 （10ポイント） | 不出走             | 1着 （10ポイント） | 不出走             |
| 2013年 | ハクサンムーン     | 27ポイント   | 不出走             | 2着 （5ポイント）  | 1着 （10ポイント） | 不出走             | 不出走             | 1着 （12ポイント） |
| 2014年 | リトルゲルダ       | 25ポイント   | 不出走             | 不出走             | 4着 （3ポイント）  | 1着 （10ポイント） | 不出走             | 1着 （12ポイント） |
| 2015年 | ベルカント         | 20ポイント   | 不出走             | 不出走             | 1着 （10ポイント） | 1着 （10ポイント） | 不出走             | 不出走             |
| 2016年 | ベルカント(2)      | 19ポイント   | 不出走             | 3着 （4ポイント）  | 1着 （10ポイント） | 2着 （5ポイント）  | 不出走             | 不出走             |
| 2017年 | ラインミーティア   | 16ポイント   | 不出走             | 不出走             | 1着 （10ポイント） | 不出走             | 不出走             | 2着 （6ポイント）  |
| 2018年 | アレスバローズ     | 20ポイント   | 不出走             | 1着 （10ポイント） | 不出走             | 1着 （10ポイント） | 不出走             | 不出走             |
| 2019年 | タワーオブロンドン | 21ポイント   | 3着 （4ポイント）  | 不出走             | 不出走             | 不出走             | 2着 （5ポイント）  | 1着 （12ポイント） |
| 2020年 | レッドアンシェル   | 14ポイント   | 不出走             | 3着 （4ポイント）  | 不出走             | 1着 （10ポイント） | 不出走             | 不出走             |
| 2021年 | ファストフォース   | 15ポイント   | 不出走             | 1着 （10ポイント） | 不出走             | 2着 （5ポイント）  | 不出走             | 不出走             |
| 2022年 | ナムラクレア       | 14ポイント   | 1着 （10ポイント） | 不出走             | 不出走             | 3着 （4ポイント）  | 不出走             | 不出走             |
| 2023年 | ジャスパークローネ | 21ポイント   | 16着 （1ポイント） | 1着 （10ポイント） | 不出走             | 1着 （10ポイント） | 不出走             | 不出走             |

#### 2024年から
| 実施年 | チャンピオン馬 | 獲得ポイント | 函館SS             | 北九州記念 | アイビスSD | CBC賞  | キーンランドC      | セントウルS |
| ------ | -------------- | ------------ | ------------------ | ---------- | ---------- | ------ | ------------------ | ----------- |
| 2024年 | サトノレーヴ   | 20ポイント   | 1着 （10ポイント） | 不出走     | 不出走     | 不出走 | 1着 （10ポイント） | 不出走      |

### サマー2000シリーズ

#### 2006年から2024年まで
| 実施年 | チャンピオン馬     | 獲得ポイント    | 七夕賞             | 函館記念           | 小倉記念           | 札幌記念           | 新潟記念           |
| ------ | ------------------ | --------------- | ------------------ | ------------------ | ------------------ | ------------------ | ------------------ |
| 2006年 | スウィフトカレント | 13ポイント      | 不出走             | 不出走             | 1着 （10ポイント） | 不出走             | 4着 （3ポイント）  |
| 2007年 | ユメノシルシ       | 14ポイント      | 3着 （4ポイント）  | 不出走             | 不出走             | 不出走             | 1着 （10ポイント） |
| 2008年 | ミヤビランベリ     | 13ポイント      | 1着 （10ポイント） | 不出走             | 5着 （2ポイント）  | 不出走             | 9着 （1ポイント）  |
| 2009年 | ホッコーパドゥシャ | 19ポイント      | 3着 （4ポイント）  | 不出走             | 2着 （5ポイント）  | 不出走             | 1着 （10ポイント） |
| 2010年 | ナリタクリスタル   | 13ポイント      | 不出走             | 不出走             | 4着 （3ポイント）  | 不出走             | 1着 （10ポイント） |
| 2011年 | イタリアンレッド   | 20ポイント      | 1着 （10ポイント） | 不出走             | 1着 （10ポイント） | 不出走             | 不出走             |
| 2012年 | トランスワープ     | 20ポイント      | 不出走             | 1着 （10ポイント） | 不出走             | 不出走             | 1着 （10ポイント） |
| 2013年 | トウケイヘイロー   | 22ポイント      | 不出走             | 1着 （10ポイント） | 不出走             | 1着 （12ポイント） | 不出走             |
| 2014年 | マーティンボロ     | 15ポイント      | 不出走             | 不出走             | 2着 （5ポイント）  | 不出走             | 1着 （10ポイント） |
| 2015年 | ダービーフィズ     | 15ポイント      | 不出走             | 1着 （10ポイント） | 不出走             | 3着 （5ポイント）  | 不出走             |
| 2016年 | アルバートドック   | 15ポイント      | 1着 （10ポイント） | 不出走             | 不出走             | 不出走             | 2着 （5ポイント）  |
| 2017年 | タツゴウゲキ       | 21ポイント      | 6着 （1ポイント）  | 不出走             | 1着 （10ポイント） | 不出走             | 1着 （10ポイント） |
| 2018年 | メドウラーク       | 13ポイント      | 1着 （10ポイント） | 不出走             | 11着 （1ポイント） | 不出走             | 5着 （2ポイント）  |
| 2019年 | 該当馬なし         | 1位は12ポイント |                    |                    |                    |                    |                    |
| 2020年 | ブラヴァス         | 15ポイント      | 2着 （5ポイント）  | 不出走             | 不出走             | 不出走             | 1着 （10ポイント） |
| 2021年 | トーセンスーリヤ   | 15ポイント      | 不出走             | 1着 （10ポイント） | 不出走             | 不出走             | 2着 （5ポイント）  |
| 2022年 | 該当馬なし         | 1位は12ポイント |                    |                    |                    |                    |                    |
| 2023年 | 該当馬なし         | 1位は12ポイント |                    |                    |                    |                    |                    |
| 2024年 | 該当馬なし         | 1位は12ポイント |                    |                    |                    |                    |                    |

### サマーマイルシリーズ

#### 2012年から2019年まで
2012年・2016年は、対象3レースの優勝馬がいずれも10ポイント止まり（他の2レースに未出走）のため該当馬なしとなった。2015年・2017年は、2頭が同点優勝となった。
| 実施年              | チャンピオン馬   | 獲得ポイント       | 中京記念           | 関屋記念           | 京成杯AH           |
| ------------------- | ---------------- | ------------------ | ------------------ | ------------------ | ------------------ |
| 2012年              | 該当馬なし       | 1位は10ポイント3頭 |                    |                    |                    |
| 2013年              | フラガラッハ     | 12ポイント         | 1着 （10ポイント） | 10着 （1ポイント） | 11着 （1ポイント） |
| 2014年              | クラレント       | 21ポイント         | 8着 （1ポイント）  | 1着 （10ポイント） | 1着 （10ポイント） |
| 2015年 ※2頭同時優勝 | スマートオリオン | 12ポイント         | 1着 （10ポイント） | 11着 （1ポイント） | 15着 （1ポイント） |
| 2015年 ※2頭同時優勝 | レッドアリオン   | 12ポイント         | 8着 （1ポイント）  | 1着 （10ポイント） | 16着 （1ポイント） |
| 2016年              | 該当馬なし       | 1位は10ポイント3頭 |                    |                    |                    |
| 2017年 ※2頭同時優勝 | ウインガニオン   | 15ポイント         | 1着 （10ポイント） | 2着 （5ポイント）  | 不出走             |
| 2017年 ※2頭同時優勝 | グランシルク     | 15ポイント         | 2着 （5ポイント）  | 不出走             | 1着 （10ポイント） |
| 2018年              | 該当馬なし       | [ 注 7 ]           |                    |                    |                    |
| 2019年              | 該当馬なし       | 1位は11ポイント1頭 |                    |                    |                    |

#### 2020年から2024年まで
| 実施年 | チャンピオン馬     | 獲得ポイント | 米子S             | 中京記念           | 関屋記念           | 京成杯AH           |
| ------ | ------------------ | ------------ | ----------------- | ------------------ | ------------------ | ------------------ |
| 2020年 | トロワゼトワル     | 16ポイント   | 不出走            | 17着 （1ポイント） | 2着 （5ポイント）  | 1着 （10ポイント） |
| 2021年 | ロータスランド     | 20ポイント   | 1着 （8ポイント） | 5着 （2ポイント）  | 1着 （10ポイント） | 不出走             |
| 2022年 | ウインカーネリアン | 18ポイント   | 1着 （8ポイント） | 不出走             | 1着 （10ポイント） | 不出走             |
| 2023年 | メイショウシンタケ | 14ポイント   | 1着 （8ポイント） | 8着 （1ポイント）  | 5着 （2ポイント）  | 4着 （3ポイント）  |
| 2024年 | トゥードジボン     | 18ポイント   | 1着 （8ポイント） | 不出走             | 1着 （10ポイント） | 不出走             |

### サマージョッキーズシリーズ

#### 2007年から2009年まで
| 実施年 | チャンピオン騎手 | 獲得ポイント | 函館SS             | 七夕賞 | アイビスSD         | 函館記念           | 小倉記念          | 北九州記念         | キーンランドC     | 札幌記念          | 新潟記念 | セントウルS        |
| ------ | ---------------- | ------------ | ------------------ | ------ | ------------------ | ------------------ | ----------------- | ------------------ | ----------------- | ----------------- | -------- | ------------------ |
| 2007年 | 角田晃一         | 26ポイント   | 1着 （10ポイント） | 不騎乗 | 不騎乗             | 不騎乗             | 不騎乗            | 1着 （10ポイント） | 2着 （5ポイント） | 不騎乗            | 不騎乗   | 9着 （1ポイント）  |
| 2008年 | 小牧太           | 25ポイント   | 不騎乗             | 不騎乗 | 1着 （10ポイント） | 不騎乗             | 4着 （3ポイント） | 不騎乗             | 不騎乗            | 不騎乗            | 不騎乗   | 1着 （12ポイント） |
| 2009年 | 秋山真一郎       | 21ポイント   | 2着 （5ポイント）  | 不騎乗 | 不騎乗             | 1着 （10ポイント） | 不騎乗            | 不騎乗             | 9着 （1ポイント） | 3着 （5ポイント） | 不騎乗   | 不騎乗             |

#### 2010年から
| 実施年 | チャンピオン騎手 | 獲得ポイント | 対象レース勝ち鞍                     |
| ------ | ---------------- | ------------ | ------------------------------------ |
| 2010年 | 藤岡佑介         | 33ポイント   | 函館SS、キーンランドC                |
| 2011年 | 福永祐一         | 51ポイント   | ラジオNIKKEI賞、アイビスSD、札幌記念 |
| 2012年 | 池添謙一         | 42ポイント   | 宝塚記念、クイーンS                  |
| 2013年 | 岩田康誠         | 54ポイント   | 札幌2歳S                             |
| 2014年 | 田辺裕信         | 35ポイント   | 七夕賞、関屋記念、京成杯AH           |
| 2015年 | ミルコ・デムーロ | 37ポイント   | 中京記念、アイビスSD、新潟記念       |
| 2016年 | 戸崎圭太         | 41ポイント   | 七夕賞、関屋記念、キーンランドC      |
| 2017年 | 北村友一         | 32ポイント   | 函館SS、CBC賞                        |
| 2018年 | 福永祐一(2)      | 25ポイント   | 札幌記念                             |
| 2019年 | 川田将雅         | 39ポイント   | 小倉記念、札幌記念、キーンランドC    |
| 2020年 | 福永祐一(3)      | 34ポイント   | 北九州記念、新潟記念                 |
| 2021年 | 川田将雅(2)      | 29ポイント   | 中京記念                             |
| 2022年 | 浜中俊           | 24ポイント   | 函館SS、函館記念                     |
| 2023年 | 松山弘平         | 31ポイント   | 中京記念、京成杯AH                   |
| 2024年 | 松山弘平(2)      | 36ポイント   | 米子S、北九州記念、関屋記念          |

### 各年度歴代チャンピオンの出典
- JRA公式サイト（2014年9月14日閲覧）
  - 2007年、2008年、2009年、2010年、2011年、2012年、2013年、2014年、2015年、2016年、2017年、2018年、2019年、2020年、2021年、2022年、2023年、2024年